# チェルシー・ジャイルズ

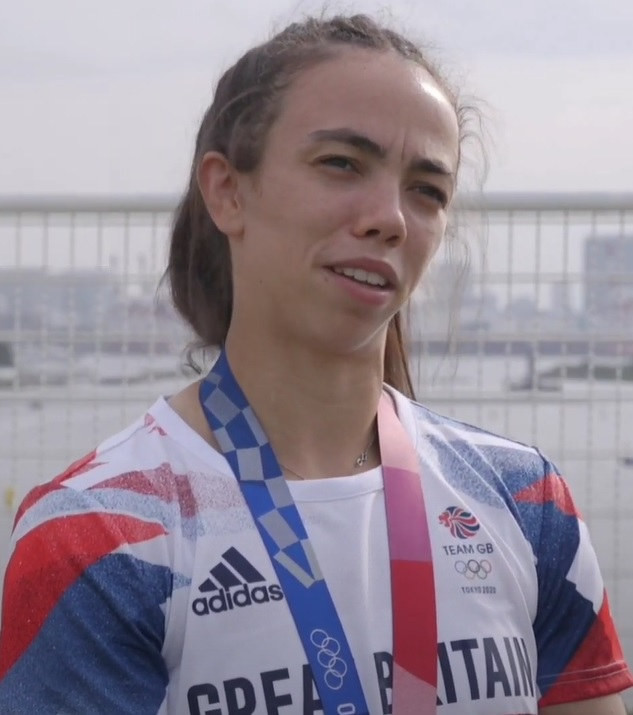
2021年

チェルシー・ジャイルズ（Chelsie Giles　1997年1月25日- ）はイギリス・イングランド・コヴェントリー出身の柔道選手。階級は52kg級。

## 経歴
2015年の世界ジュニア52㎏級で5位になると、2016年のプレオリンピックでは3位だった。2018年にはグランドスラム・アブダビで3位となった。2019年にはヨーロッパ競技大会で3位になると、世界選手権では準々決勝で阿部詩に技ありで敗れるなどして7位だった。2021年のグランドスラム・テルアビブでは優勝した。7月に日本武道館で開催された東京オリンピックでは準々決勝で阿部詩に技ありで敗れるも、その後の3位決定戦で世界選手権3位であるスイスのファビエンヌ・コッハーを合技で破って銅メダルを獲得した。2022年のヨーロッパ選手権では決勝でフランスのアマンディーヌ・ブシャールを技ありで破って優勝した。2022年の世界選手権では決勝でまで進むも、オリンピックチャンピオンの阿部詩に技ありで敗れて2位だった。2023年にはグランプリ・アルマダとグランドスラム・テルアビブで優勝したが、グランドスラム・アンタルヤでは2位だった。2024年のパリオリンピックでは初戦で敗れた。
IJF世界ランキングは3797ポイント獲得で10位(25/3/17現在)。

## 主な戦績
- 2015年 - 世界ジュニア　5位
- 2016年 - プレオリンピック　3位
- 2018年 - グランプリ・アンタルヤ　2位
- 2018年 - グランプリ・ブダペスト　3位
- 2018年 - グランドスラム・アブダビ　3位
- 2019年 - ヨーロッパ競技大会　3位
- 2019年 - グランプリ・ブダペスト　3位
- 2019年 - 世界選手権　7位
- 2019年 - グランドスラム・アブダビ　3位
- 2021年 - グランドスラム・テルアビブ　優勝
- 2021年 - グランドスラム・トビリシ　2位
- 2021年 -　東京オリンピック　3位
- 2021年 -　グランドスラム・バクー 2位
- 2021年 -　グランドスラム・アブダビ 2位
- 2022年 -　ヨーロッパ選手権　優勝
- 2022年 -　世界選手権　2位
- 2023年 -　グランプリ・アルマダ　優勝
- 2023年 -　グランドスラム・テルアビブ　優勝
- 2023年 -　グランドスラム・アンタルヤ 2位
- 2023年 -　グランドスラム・バクー　5位
- 2023年 - 　ヨーロッパ選手権　3位
- 2024年 -　グランドスラム・パリ　2位
- 2024年 -　グランドスラム・タシケント　3位
- 2024年 -　グランドスラム・アンタルヤ　2位

(出典)